# Isménia do Frederico
Isménia do Frederico (Praia, Cabo Verde, 15 de junho de 1971) é uma velocista cabo-verdiana, a primeira atleta feminina a representar Cabo Verde nos Jogos Olímpicos.

## Biografia
Nasceu na Praia em 1971. Isménia é advogada de formação e bancária de profissão, trabalha num banco em Cabo Verde e organiza atividades em vários pontos do país, promovendo os valores olímpicos. 

### Carreira desportiva
Em Cabo Verde, foi campeã regional e nacional nos 100, 200, 400 e 800 metros em 1990. Em 1992, estreou-se em competições internacionais, conquistando a medalha de prata nos 100 metros nos Jogos da CPLP, em Portugal. Em 1997 participou dos Jogos Africanos em Antananarivo, Madagáscar, e em 1998 dos Jogos da Cultura e da Paz na Guiné-Bissau.
Isménia competiu pela primeira vez por Cabo Verde no Campeonato Mundial de 1993. Três anos depois, nos Jogos Olímpicos de Verão de 1996, em Atlanta, fez história ao lado de António Zeferino e Henry Andrade quando se tornou a primeira atleta a representar Cabo Verde nos Jogos Olímpicos. Nos 100 metros femininos, terminou em 52º lugar com um tempo de 13,03 segundos.
Em 1997, Isménia competiu nos Jogos da Francofonia, registando um recorde pessoal nos 100 metros, com um tempo de 12,75 segundos. Nas Olimpíadas de Verão de 2000 em Sydney, ela teve a honra de ser a porta-bandeira na cerimónia de abertura. Nos 100 metros, terminou em 78º lugar, cruzando a linha de chegada aos 12,99 segundos, ficando em sétimo lugar na sua bateria.
Entre 2014 e 2017, foi membro do Comité Executivo do Comité Olímpico de Cabo Verde, e em 2015, foi Presidente da Comissão de Atletas de Cabo Verde. Isménia também foi membro da Federação de Ténis de Cabo Verde e membro do Conselho Regional de Arbitragem de Futebol de Santiago Sul, e Presidente da Associação Cabo-verdiana de Atletas Olímpicos.
Participou de diversos fóruns, como o Fórum Africano de Atletas Olímpicos em Marrakech - Marrocos (2015) e o Fórum Mundial e Assembleia Geral de Atletas Olímpicos em Moscou - Rússia (2015).